# Audímetro
Audímetro é um instrumento usado para medir as audiências de rádio e de televisão.
Até o ano de 1994 as audiências em Portugal eram registadas com base em entrevistas. A partir dessa altura foi adoptado um aparelho mais preciso. exacto e prático: o audímetro. 
Este é colocado sobre o aparelho, como um descodificador de tv e, ligado a este, regista, a cada momento, o canal a ser visualizado.
Actualmente existem 1000 audímetros instalados em lares portugueses, o que dá uma amostra sensivelmente de 3000 pessoas. 
Em cada mês 10% dos audímetros são movidos para outras casas. 
Graças a este aparelho sabe-se instantaneamente qual o canal mais visto.